# Clubhopping (TV-program)
Clubhopping var ett underhållningsprogram som sändes i ZTV under torsdagseftermiddagar hösten 1992. Under våren 1992 fanns snarlika inslag i ZTV med programledarna, dock utan eget programnamn. 
Programledare var DJ- och producentduon Rob'n'Raz, producent Per Sinding-Larsen.
Programmet bevakade modern dansmusik som house och hiphop och spelade musikvideor i dessa genrer. 
Gäster i programmen var exempelvis Just D. Intervjuer gjordes bland annat med Take That.
1993 kom Rob'n'Raz ut med ett musikalbum betitlat Clubhopping:The Album.
Programmet fick en fortsättning i Swedish Dance Chart som sändes med Rob'n'Raz som programledare under 1993-1996.